# جون ويتكومب
جون ويتكومب (بالإنجليزية: Jon Whitcomb)‏ هو ضابط ورسام توضيحي أمريكي، ولد في 1906، وتوفي في 1988.